# 羽豆神社

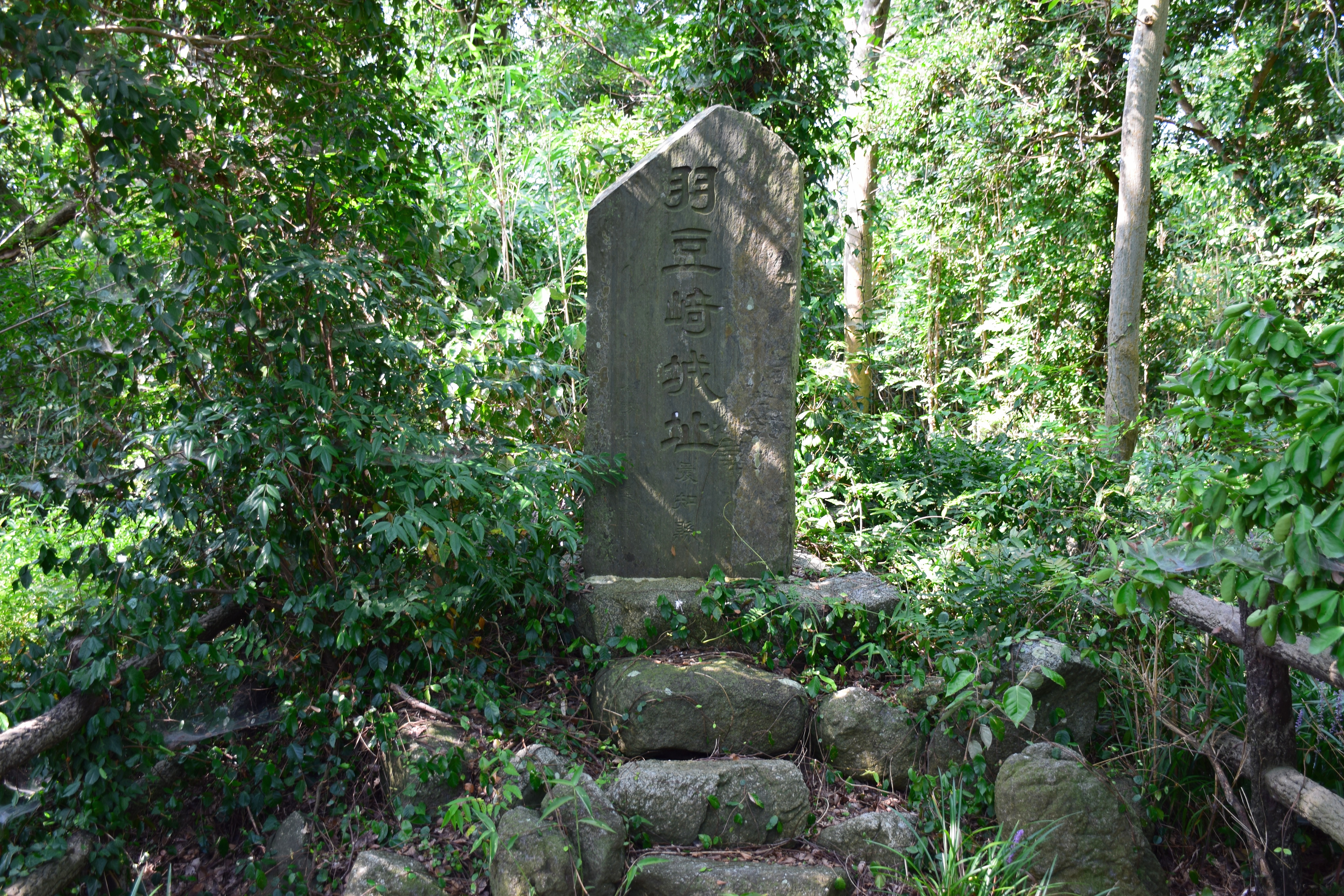
羽豆崎城址

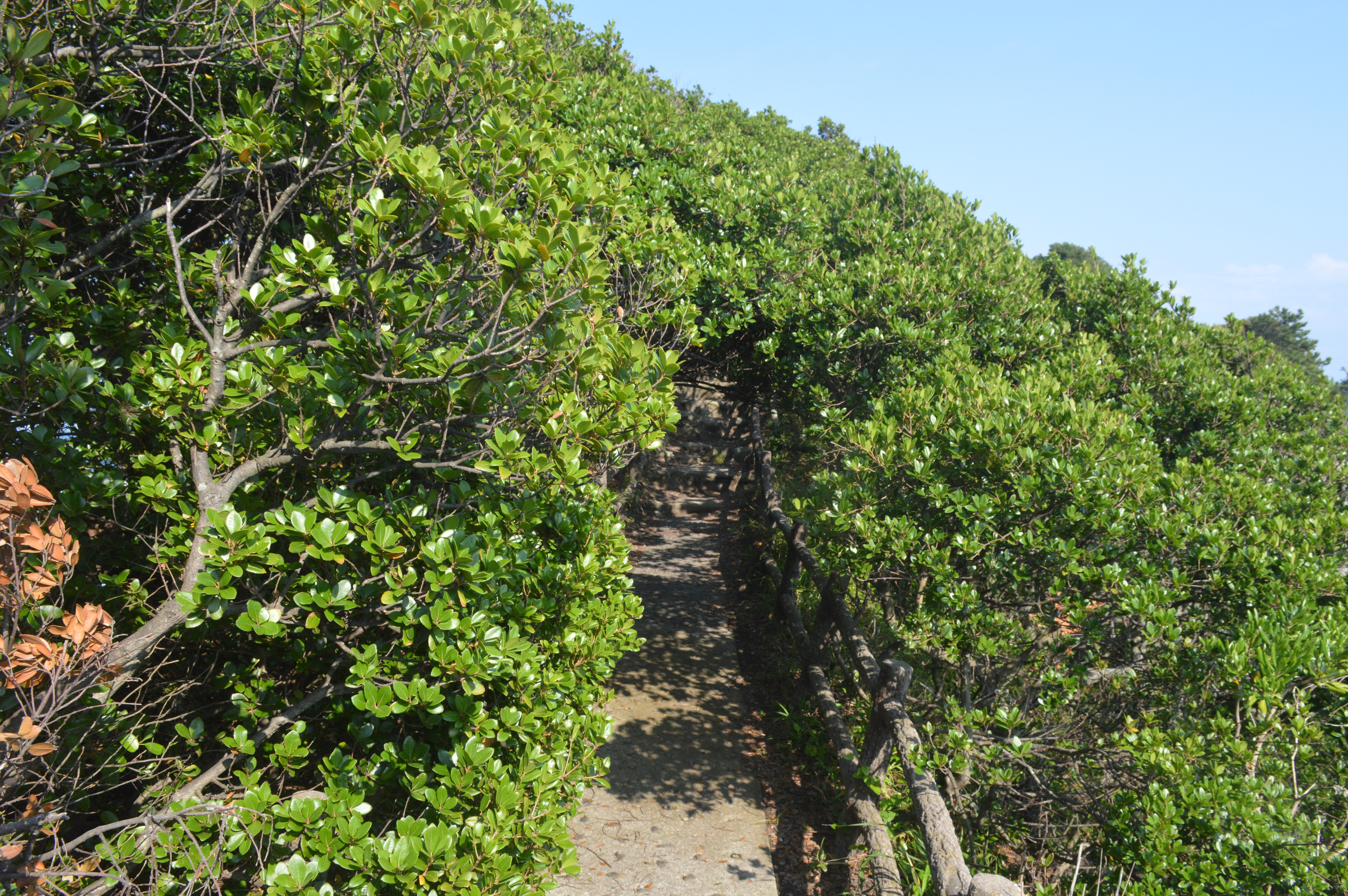
ウバメガシを主とする「羽豆神社の社叢」

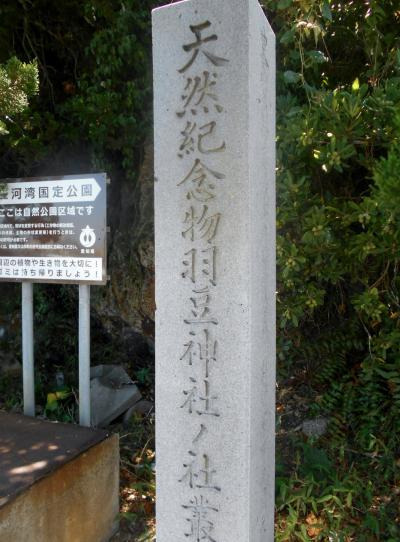
羽豆神社の社叢の碑

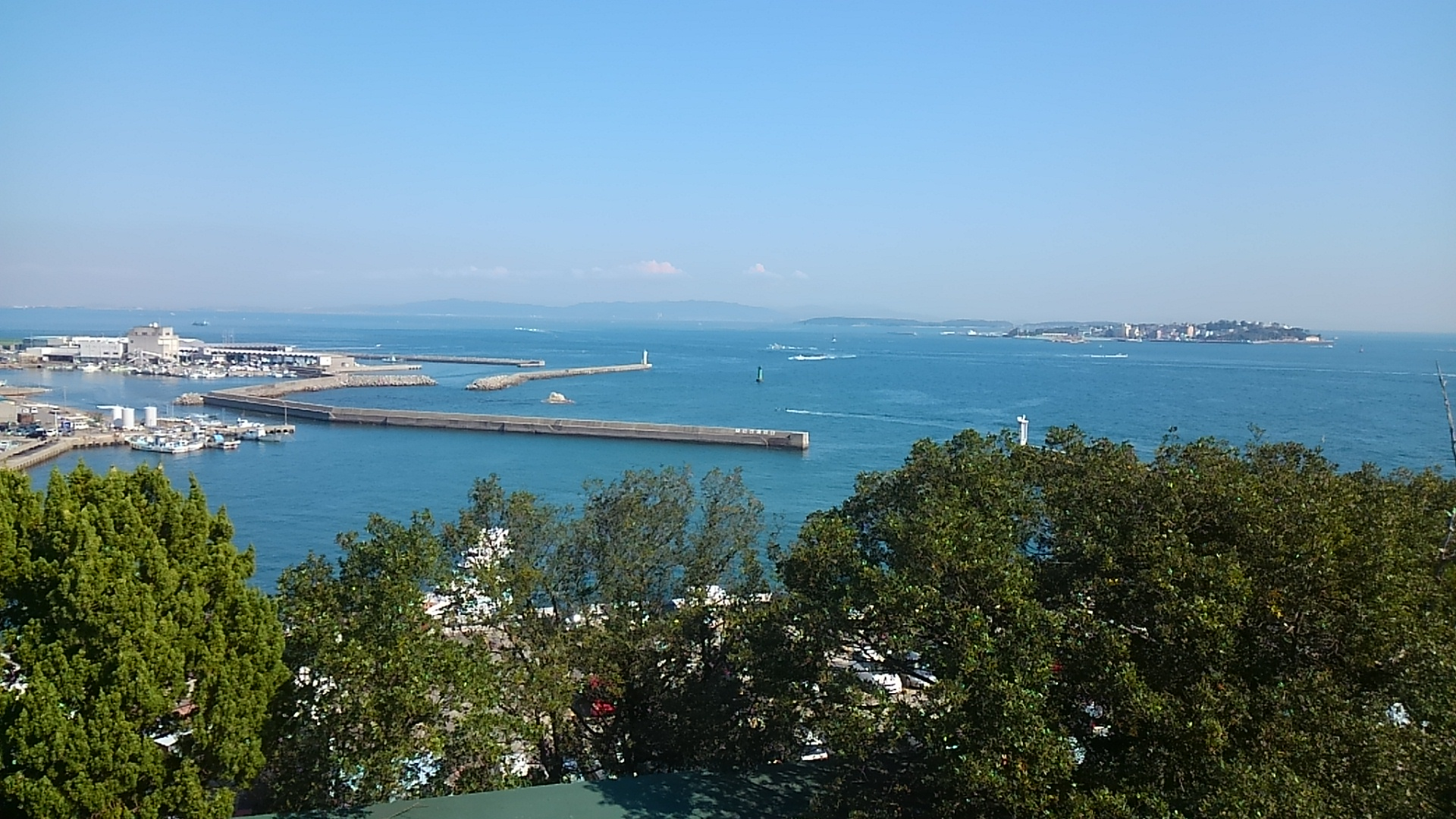
羽豆神社境内から岬方面を望む

羽豆神社（はずじんじゃ）は、愛知県知多郡南知多町大字師崎明神山2に鎮座する神社である。

## 名前の由来
諸説あるが、日本武尊の東征の際に、「幡頭」（はたがしら）を務めた建稲種命を祭神として、羽豆（幡頭、はず）の社名としたという説がある。
幡頭の語源は、一説には「筈」とあり、地形が弓矢の「筈」に似ているため名付けられたとされる。
また、古代南方系海人の信仰であり、湾の西方の神である「泊頭の神」から由来するとされる。「尾張本国神名帳」における神位は従一位羽豆名神。

## 祭神
- 建稲種命

## 歴史

### 年表
- 1312年～1313年（元亨年中）- 熱田大宮司摂津守親昌が羽豆岬に羽豆崎城を築く。
- 1355年（文和4年）- 親昌の猶子である昌能により修復寄進される。
- 1370年（応安3年）- 宗良親王より御奉幣。
- 1389年（康応元年）- 城主蜂屋光経が造営。
- 1434年（永享6年）- 加賀守盛貞が造営。
- 1500年（明応9年）- 田原城主戸田憲光が天神山に天神山城造営
- 1590年（天正18年）- 豊臣秀吉の検地で所領没収
- 1601年（慶長6年）- 領主千賀重親が造営
- 江戸時代は「幡頭崎八幡宮」と称していた。
- 1641年（寛永18年）- 社殿火災焼失
- 1760年（宝暦10年）- 再造営
- 1872年（明治5年）9月 - 郷社に指定される。

### 由緒
一、熱田大宮司攝津守親昌その猶子昌能が羽豆崎に城を築き神社修復（一三二二～一三五五）
一、宗良親王御奉幣（一三七〇）
一、尾張徳川家累代御参詣東照神君義直公頼宣公光友公義誠公吉通公
一、明治五年郷社に列する
一、延喜式内名神

## 境内
知多半島の最南端である羽豆岬に鎮座している。表参道は、国道247号線から師崎港フェリーターミナルに向かう途中にあるが、車を止める場所は無い。浜辺近くに知多湾へ向かって建つ大鳥居のある東参道がある。
本殿は大きな鞘堂に納められ、境内左右には沢山の境内社が祀られている。
「羽豆神社の社叢」は国の天然記念物に指定されている。三河湾国定公園の特別保護地区となっている。
アイドルグループSKE48が「羽豆岬」という曲を歌いMVもこの地で撮影しているためファンも訪れる。

### 境内社
- 両皇大神宮
- 住吉社
- 春日社
- 厳島社
- 月読社
- 海神社
- 蛭子社
- 三狐社
- 八王子社
- 天神社
- 津島社
- 八幡社

## 文化財

### 県指定文化財
- 「心阿彌陀経一巻妙法連華経八巻」- 1408年（應永15年）一色道範奉施

## 現地情報

### 所在地
- 愛知県知多郡南知多町大字師崎明神山2

### 周辺
- 師崎港
- 南知多町立みさき小学校
- 宗真寺 - 羽豆崎城の城主千賀氏の菩提寺。
- 羽豆岬玉姫様社 - 玉姫は建稲種命の妃である。師崎は建稲種命と妻の玉姫が住んでいたとされ、建稲種命は毎日の様に風光明媚な羽豆岬を散歩していたとされる。やがて東征へ副将軍として出陣の時、妻の玉姫は夫の帰りをずっと待ち続けていたとされる浦の為、「待合浦」と呼ばれる様になった。